# The Box
«The Box» — песня американского рэпера Родди Рича, вышедшая 6 декабря 2019 года в качестве четвёртого сингла с дебютного студийного альбома Please Excuse Me for Being Antisocial (2019). Сингл достиг первого места в американском хит-параде Hot 100. Популярности песня достигла благодаря вирусным видео в TikTok.

## Отзывы
Трек получил положительные отзывы музыкальных экспертов и обозревателей. Дэррил Робертсон из Vibe отметил, что «The Box» наряду с треками «Boom Boom Room» и «Start with Me» является «еще одним доказательством того, что студия Atlantic Records может писать мощные радиохиты».
Джош Светц из HipHopDX по-сути повторил подобное мнение, написав, что этот парень написал чертовски крутую мелодию: «Будь то головокружительная гармония на „The Box“ или сингл с поддержкой флейты „Start Wit Me“, Родди выделяется в создании припевов, которые при повторных прослушиваниях становятся ещё лучше». Альфонс Пьер из сетевого издания Pitchfork заявил, что трек является лучшим пример универсальности Родди, которая для него является и благословением, и проклятием.
Высоко оценивая песню Митч Финдли из HotNewHipHop утверждает, что, «хотя его альбом Please Excuse Me for Being Antisocial
и дал много ярких моментов, ни один из них не выделялся так сильно, как „The Box“». Эран Мамо из журнала Billboard также высоко оценил сочинительский талант Ричча.

## Коммерческий успех
«The Box» дебютировал на 47-м месте в американском хит-параде Billboard Hot 100 в дату издания с 21 декабря 2019 года и спустя 4 недели достиг первого места в Billboard Hot 100, став первой новой песней на вершине чарта в новом десятилетии 2020-х годов (до этого две старые песни были на первом месте в январе: «All I Want for Christmas Is You» в исполнении Mariah Carey и «Circles» рэпера Post Malone). Одновременно трек уже вторую неделю был на позиции № 1 в стриминговом чарте Billboard Streaming Songs (68,2 млн стримов) и достиг 8-го места в цифровом чарте Digital Songs с тиражом 11,000 загрузок. Кроме того, песня возглавила два основных хип-хоп-чарта: Hot R&B/Hip-Hop Songs и Hot Rap Songs, впервые в карьере исполнителя.

## Музыкальное видео
Официальное музыкальное видео вышло 28 февраля 2020 года. В нём Roddy Ricch участвует в автогонках на спорткаре, играет в баскетбол, грабит банк и прочее. Официальное аудиовидео вышло 9 декабря 2019 года, а лирик-видео появилось 9 января 2020 года, которые собрали более 100 и 154 млн просмотров на YouTube, соответственно к февралю 2020 года.

## Чарты
| Чарт (2020)                           | Высшая позиция |
| ------------------------------------- | -------------- |
| Австралия (ARIA)                      | 4              |
| Австрия (Ö3 Austria Top 40)           | 10             |
| Бельгия/Фландрия (Ultratop 50)        | 12             |
| Бельгия/Валлония (Ultratop 50)        | 28             |
| Канада (Billboard Canadian Hot 100)   | 1              |
| Чехия (Singles Digitál Top 100)       | 3              |
| Дания (Tracklisten)                   | 4              |
| Финляндия (Suomen virallinen lista)   | 4              |
| Франция (SNEP)                        | 10             |
| Германия (GfK)                        | 13             |
| Венгрия (Single Top 40)               | 13             |
| Венгрия (Stream Top 40)               | 2              |
| Ирландия (IRMA)                       | 2              |
| Италия (FIMI)                         | 34             |
| Нидерланды (Single Top 100)           | 4              |
| Новая Зеландия (Recorded Music NZ)    | 1              |
| Норвегия (VG-lista)                   | 3              |
| Португалия (AFP)                      | 2              |
| Словакия (Singles Digitál Top 100)    | 3              |
| Швеция (Sverigetopplistan)            | 5              |
| Швейцария (Schweizer Hitparade)       | 3              |
| Великобритания (OCC UK Singles)       | 2              |
| США (Billboard Hot 100)               | 1              |
| США (Billboard Hot R&B/Hip-Hop Songs) | 1              |
| США (Billboard Pop Airplay)           | 27             |
| США (Billboard Rhythmic)              | 1              |
| США Rolling Stone Top 100             | 1              |